# Corner Jump

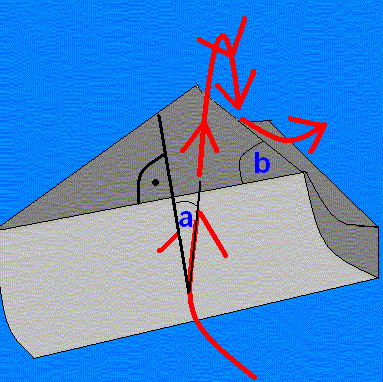
Corner Jump Prinzipskizze

Einen Corner Jump (dt. „Ecksprung“) findet man in den verschiedensten Funsportarten wie Snowboard, Skateboard, BMX, Mountainbike etc.
Im Grunde besteht diese Konstellation aus einem Kicker und einer Landung wie auch ein Straight Jump oder Double, jedoch sind diese Elemente nicht in einer Linie angeordnet, sondern stehen in einem Winkel (b) von etwa 60–120° zueinander. Die Veranschaulichung verdeutlicht dieses.
Um eine Corner zu springen, benötigt man den richtigen Absprungwinkel (a) zum Kicker und die richtige Geschwindigkeit, um mit Hilfe der 2 variablen Größen die Landung richtig zu treffen. Somit ist ein Corner Jump auch etwas schwerer als ein Straight Jump, da er von 2 Größen, Absprungwinkel und Geschwindigkeitsvektor, abhängig ist.
Ein solcher Sprung ist oft in Slopestyle-Wettkämpfen zu finden. Auch Skateparks und natürliche Erdanordnungen bieten oft die Möglichkeit, einen Corner Jump zu überfliegen.